# Scoat Tarn
Der Scoat Tarn ist ein kleiner See oder Tarn im Lake District, Cumbria, England. Der Scoat Tarn liegt an der Westflanke des Red Pike und südlich des Scoat Fell. Der See hat zwei kurze unbenannte Zuflüsse. Der Nether Beck, der in den Wast Water See mündet, ist sein Abfluss an seiner Westseite.